# Platypygus maculiventris
Platypygus maculiventris är en tvåvingeart som beskrevs av Friedrich Hermann Loew 1874. Platypygus maculiventris ingår i släktet Platypygus och familjen svävflugor. Inga underarter finns listade i Catalogue of Life.